# Morti nel 1732
| Questa pagina contiene informazioni ricavate automaticamente dalle voci biografiche con l'ausilio del template Bio e di un bot. L'aggiornamento è periodico e automatico e ricostruisce completamente la pagina. Se manca una persona in questa lista, sei pregato di non aggiungerla, ma accertati piuttosto che la sua voce biografica contenga il template Bio e che i dati anagrafici siano correttamente compilati. Se il template Bio manca, inseriscilo tu stesso o, in alternativa, metti l'avviso {{tmp\|Bio}} che ne segnala la mancanza. Se i dati riportati sono sbagliati, correggi direttamente la voce biografica; le modifiche saranno visibili in questa lista entro pochi giorni. Per chiarimenti vedi il progetto biografie. La lista contiene solo le 103 persone che sono citate nell'enciclopedia e per le quali è stato implementato correttamente il template Bio. Pagina aggiornata al 26 apr 2025. |

## Gennaio(6)
- 1º gennaio - Nicolò Grimaldi, cantante castrato italiano (n. 1673)
- 5 gennaio - Jacques-Philippe Ferrand, pittore e miniatore francese (n. 1653)
- 17 gennaio - Josef Antonín Planický, compositore boemo (n. 1691)
- 20 gennaio - Giuseppe Bolagnos, nobile, diplomatico e politico spagnolo (n. 1668)
- 21 gennaio - Robbert Duval, pittore, incisore e decoratore olandese (n. 1649)
- 27 gennaio - Bartolomeo Cristofori, cembalaro, organaro e liutaio italiano (n. 1655)

## Febbraio(11)
- 6 febbraio - Hans Caspar von Bothmer, diplomatico e politico tedesco (n. 1656)
- 6 febbraio - Anne Scott, I duchessa di Buccleuch, nobile scozzese (n. 1651)
- 13 febbraio - William Bromley, politico inglese (n. 1664)
- 16 febbraio - Filippo Guglielmo Pallavicino delle Frabose, politico e militare italiano (n. 1662)
- 17 febbraio - Louis Marchand, organista e compositore francese (n. 1669)
- 20 febbraio - Miklós Pálffy, militare ungherese (n. 1657)
- 20 febbraio - Balthasar Permoser, scultore tedesco (n. 1651)
- 22 febbraio - Maria Teresa di Borbone-Condé, nobile francese (n. 1666)
- 24 febbraio - Prospero Marefoschi, cardinale e arcivescovo cattolico italiano (n. 1653)
- 27 febbraio - Giacomo Serpotta, scultore e stuccatore italiano (n. 1656)
- 29 febbraio - André-Charles Boulle, ebanista francese (n. 1642)

## Marzo(6)
- 2 marzo - Matilde d'Este, nobile italiana (n. 1674)
- 9 marzo - Giuseppe Antonio Bernabei, compositore italiano (n. 1649)
- 23 marzo - Federico II di Sassonia-Gotha-Altenburg, duca tedesco (n. 1676)
- 24 marzo - Giovanni Battista Pastorini, poeta e presbitero italiano (n. 1650)
- 25 marzo - Lucia Filippini, religiosa italiana (n. 1672)
- 26 marzo - Federico di Baden-Durlach, principe tedesco (n. 1703)

## Aprile(7)
- 6 aprile - Francesco Luigi del Palatinato-Neuburg, arcivescovo cattolico tedesco (n. 1664)
- 11 aprile - Colombino Bassi, vescovo cattolico italiano (n. 1660)
- 11 aprile - Giuliano Colonna di Stigliano, I principe di Sonnino, nobile italiano (n. 1671)
- 12 aprile - Giulio Cesare Compagnoni, vescovo cattolico italiano (n. 1675)
- 16 aprile - Antonio Lazzarini, pittore italiano (n. 1672)
- 18 aprile - Louis Feuillée, astronomo, botanico e geografo francese (n. 1660)
- 29 aprile - Giovanni Maria Farina, mercante e profumiere italiano

## Maggio(3)
- 3 maggio - Christoph Fürer von Haimendorf, politico, poeta e traduttore tedesco (n. 1663)
- 21 maggio - Alvise III Mocenigo, militare italiano (n. 1662)
- 21 maggio - Raimondo Recrosio, vescovo cattolico italiano (n. 1657)

## Giugno(4)
- 11 giugno - Adamo Francesco Carlo di Schwarzenberg, nobile e militare austriaco (n. 1680)
- 13 giugno - Johann Heinrich May il giovane, storico, filologo e orientalista tedesco (n. 1688)
- 14 giugno - Giovanni Fossa, pittore italiano (n. 1645)
- 19 giugno - Julius Heinrich von Rehlingen-Radau, presbitero austriaco (n. 1662)

## Luglio(8)
- 2 luglio - Felicjan Konstanty Szaniawski, vescovo cattolico polacco (n. 1668)
- 6 luglio - Antonio Maria Haffner, pittore e presbitero italiano (n. 1654)
- 8 luglio - Antonio Blasi, militare italiano (n. 1646)
- 9 luglio - Donato Anzani, vescovo cattolico italiano (n. 1658)
- 11 luglio - Teodoro Eustachio del Palatinato-Sulzbach, conte (n. 1659)
- 15 luglio - Woodes Rogers, corsaro britannico (n. 1679)
- 19 luglio - Francesco Bartolomeo Conti, compositore italiano
- 29 luglio - Luisa di Anhalt-Dessau, principessa (n. 1709)

## Agosto(8)
- 2 agosto - Johann Hieronymus von Jungen, militare e generale austriaco (n. 1660)
- 4 agosto - Robert Carter I, imprenditore statunitense (n. 1663)
- 18 agosto - Diego Vicencio de Vidania, presbitero, giurista e storico spagnolo (n. 1644)
- 20 agosto - Giovan Battista Pistoi, fantino italiano (n. 1672)
- 21 agosto - Dorothea von Velen, attivista tedesca (n. 1670)
- 23 agosto - Felice Boselli, pittore italiano (n. 1650)
- 28 agosto - Imre Csáky, cardinale e arcivescovo cattolico ungherese (n. 1672)
- 28 agosto - Sigismondo III d'Este, nobile (n. 1647)

## Settembre(6)
- 4 settembre - Armengol Amill, generale spagnolo (n. 1665)
- 10 settembre - Jacques Eugène d'Allonville de Louville, astronomo e matematico francese (n. 1671)
- 12 settembre - Jean-Philippe-Eugène de Mérode-Westerloo, nobile e militare belga (n. 1674)
- 22 settembre - Herman Moll, cartografo, incisore e editore britannico
- 22 settembre - Marco Antonio Raimondi, vescovo cattolico italiano (n. 1671)
- 24 settembre - Reigen, imperatore giapponese (n. 1654)

## Ottobre(7)
- 8 ottobre - Antonio Vaira, vescovo cattolico italiano (n. 1649)
- 15 ottobre - Tommaso d'Aquino, vescovo cattolico italiano (n. 1657)
- 19 ottobre - François-Annibal de Béthune, ammiraglio francese (n. 1642)
- 23 ottobre - Wriothesley Russell, III duca di Bedford, nobile britannico (n. 1708)
- 25 ottobre - Andrea Brustolon, scultore italiano (n. 1662)
- 31 ottobre - Benedetto Fortini, pittore italiano (n. 1676)
- 31 ottobre - Vittorio Amedeo II di Savoia, re (n. 1666)

## Novembre(6)
- 5 novembre - Richard Bradley, naturalista e botanico inglese (n. 1688)
- 10 novembre - Adam Christian Thebesius, anatomista tedesco (n. 1686)
- 15 novembre - Gerolamo Frigimelica, architetto, librettista e poeta italiano (n. 1653)
- 18 novembre - Christopher Pinchbeck, inventore e orologiaio inglese (n. 1670)
- 21 novembre - Álvaro José de Navia-Osorio y Vigil de la Rúa, generale, diplomatico e scrittore spagnolo (n. 1684)
- 28 novembre - Ümmügülsüm Sultan, principessa ottomana (n. 1708)

## Dicembre(11)
- 1º dicembre - Giovanni Serbelloni, II duca di San Gabrio, militare, politico e nobile italiano (n. 1665)
- 4 dicembre - John Gay, poeta e drammaturgo britannico (n. 1685)
- 13 dicembre - Francesco Trevisan, vescovo cattolico italiano (n. 1658)
- 17 dicembre - Carlo Archinto, nobile, funzionario e mecenate italiano (n. 1670)
- 17 dicembre - Giuseppe Giovanni Adamo del Liechtenstein, principe austriaco (n. 1690)
- 23 dicembre - Thomas Howard, VIII duca di Norfolk, nobile inglese (n. 1683)
- 25 dicembre - William Paston, II conte di Yarmouth, nobile e politico inglese (n. 1654)
- 26 dicembre - Giacomo Amato, architetto italiano (n. 1643)
- 28 dicembre - Costantino II di Cachezia, re
- 28 dicembre - Johann Christian Kirchner, scultore tedesco (n. 1691)
- 30 dicembre - Cornelio Bentivoglio, cardinale, arcivescovo cattolico e scrittore italiano (n. 1668)

## Senza giorno specificato(20)
- Andrea Belvedere, pittore italiano
- Bartolomeo Bernardi, compositore e violinista italiano (n. 1660)
- Thomas Boston, teologo britannico (n. 1636)
- Joachim Justus Breithaupt, teologo tedesco (n. 1658)
- Arthur Collier, presbitero, filosofo e teologo inglese (n. 1680)
- Domenico Corbarelli, scultore italiano (n. 1656)
- Mihrişah Kadin, ottomana
- John Erskine, XXIII conte di Mar, politico britannico (n. 1675)
- Marie Émilie de Joly de Choin, francese (n. 1670)
- Niccolò Lapi, pittore italiano
- Bianca Maria Meda, compositrice italiana (n. 1661)
- Theodorus Netscher, pittore olandese (n. 1661)
- Bartolomeo Pedon, pittore italiano (n. 1665)
- Filippo Maria Positano, vescovo cattolico italiano (n. 1677)
- Antonio Puglieschi, pittore italiano (n. 1660)
- Rabia Şermi Kadin, ottomana
- Giuseppe Tonelli, pittore italiano (n. 1668)
- Pier Francesco Tosi, cantante castrato e compositore italiano (n. 1654)
- Geronymo de Ustariz, economista spagnolo (n. 1670)
- Yirmisekiz Mehmed Çelebi, ambasciatore ottomano